# レジェップ・タイイップ・エルドアン
- レジェップ・タイップ・エルドアン[1]

レジェップ・タイイップ・エルドアン（トルコ語: Recep Tayyip Erdoğan [ɾeˈd͡ʒep tɑjˈjip ˈæɾdo(ɰ)ɑn] ( 音声ファイル), 1954年2月26日 - ）は、トルコの政治家。2014年からトルコ大統領を務めている。

## 概要
1994年から1998年までイスタンブール市長を務めた。2001年に公正発展党（AKP）を設立し、2002年、2007年、2011年にAKPを率いて選挙に勝利し、2003年から2014年までトルコの首相を務めた。2014年に大統領に選出されると退陣を求められた。その後、2017年に行われた憲法制定のための国民投票を経て、AKPのリーダーに復帰した。イスラム主義の政治的背景を持ち、保守的民主主義者を自認する彼は、政権時に社会保守主義的でポピュリズム的な政策を推進してきた。
1994年の選挙では、イスラム主義の福祉党の候補者として、イスタンブール市長に選出された。その後、ジヤ・ギョカルプの詩を朗読したことにより、宗教的憎悪を煽ったとして、市長の地位を剥奪され、政治活動を禁止され、4ヶ月間投獄された。その後、エルドアンは公然のイスラム主義政治をやめ、2001年に穏健保守のAKPを設立し、2002年には地滑り的な勝利を収めた。エルドアンが技術的に公職に就くことを禁じられていたため、AKPの共同創設者であるアブドゥラー・ギュルが代わりに首相に就任し、後にエルドアンの政治的禁止を無効にした。2003年のシルト州での補欠選挙に勝利した後、エルドアンはギュルに代わって首相に就任し、ギュルはAKPの大統領候補となった。エルドアンは2007年と2011年の2回の選挙でAKPを勝利に導き、2014年には大統領に選出され、2018年に再選された。
エルドアンが首相に就任した初期の頃は、トルコの欧州連合加盟交渉の進展、2001年の金融危機後の経済回復、道路や空港、高速鉄道網などのインフラへの投資が見られた。また、2007年と2010年に行われた憲法制定のための国民投票では、見事に勝利を収めた。しかし、同政権は、フェトフッラー・ギュレンと彼が率いるギュレン運動（トルコ国家によりテロ組織に指定されている）との密接な関係から、論争の的となっていた。ギュレンとAKPは、バリョズ裁判やエルゲネコン裁判を通じて、世俗的な官僚や軍人に対する粛清を画策したと非難されている。2012年末、同政権はクルド人とトルコ人の紛争（1978年〜）を終結させるため、クルディスタン労働者党（PKK）と和平交渉を開始した。2015年には停戦が破談となり、再び紛争が激化した。エルドアンの外交政策は新オスマン主義と評され、シリア内戦の際にはシリア民主軍がシリアとトルコの国境で地歩を築くのを防ぐことに重点を置き、トルコのシリア内戦への関与につながった。
エルドアンが支配するようになった近年、トルコでは集権的な傾向が強まりつつあるとされる。2013年の反政府デモを皮切りに、エルドアン政権は報道機関やソーシャルメディアへの検閲を強化し、YouTube、Twitter、Wikipediaなどのサイトへのアクセスを制限した。これにより、トルコのEU加盟に向けた交渉が停滞した。2013年に起きた1,000億ドル規模の汚職スキャンダルでは、エルドアンの側近が逮捕され、エルドアンが有罪となった。ギュレン派との関係が悪化すると、エルドアンはギュレン派の支持者を司法、官僚、軍部から粛清していった。2016年7月に軍事クーデターが失敗し、さらなる粛清と非常事態が発生した。政府はクーデターの指導者がギュレンと関係していると主張したが、ギュレンはその役割を否定している。エルドアンの統治は、権威主義、拡大主義、検閲、政党や反対意見の禁止が増加していることが特徴である。
トルコの議院内閣制を行政府大統領制に変更することを長年推進してきたエルドアンは、2017年に極右の民族主義者行動党（MHP）と同盟を結んで行政府大統領制を確立し、憲法制定のための国民投票でその変更が受け入れられた。新体制が正式に施行されたのは2018年の総選挙で、エルドアンと新党AKP・MHP人民同盟が再選された後である。その後、彼は2018年のトルコの通貨・債務危機に取り組みつつも、その一因となったと非難され、彼の人気は大きく低下し、2019年の地方選挙では、与党が15年ぶりにアンカラとイスタンブールの支配権を失ったという結果につながったと広く考えられている。敗北後、トルコ政府はイスタンブールでの再選挙を命じたが、その際、与党はさらに大差をつけて再び選挙に敗れた。かつて「イスタンブールを失えば、トルコを失うことになる」と発言していたエルドアンにとって、この2回の連敗は大きな敗北とみなされた。さらに、2024年3月の統一地方選挙においては政府へのインフレ批判もあって得票率がさらに低下、インタンブールや首都アンカラを含む県庁所在81都市の内、48市を野党にとられることとなった。

## 名前の発音
姓の“Erdoğan”は、トルコ語の本来の発音に近いのは「エル・ドアン」であるが、アラビア語メディアでは“ğ”が“g”と区別されないため、「エルドガン」と表記されることもある。原語のトルコ語では「エルドガン」とは発音しないため英語から日本語に翻訳する際にも誤りである。

## ギャラリー
- ダボス会議で席を立つエルドアン。左から3つ目の席に座るのはシモン・ペレス（2009年1月29日）
- ブラジルのジルマ・ルセフ大統領と（2012年6月21日）
- 左からイランのハサン・ロウハーニー大統領、ロシアのウラジーミル・プーチン大統領、エルドアン（2017年11月22日）
- ウクライナのウォロディミル・ゼレンスキー大統領と（2020年2月3日）
- アゼルバイジャンのイルハム・アリエフ大統領と（2021年6月15日）
- ウクライナのゼレンスキー大統領とリビウにて（2022年8月18日）

## 生い立ちと政党活動
イスタンブルのベイオール区カセンパシャ（Kasımpaşa）（トルコ語ではカスムパシャ）に生まれる。
1973年、イマーム・ハティップ高校（イマーム養成学校）卒業後、マルマラ大学経済商業学部入学（卒業記録はなし）。在学中に親イスラム主義政党の国民救済党（MSP:Milli Selamet Partisi）にて政治活動を開始した。
1980年の9月12日クーデター後の軍政下で国民救済党が非合法化されると、民政移管後の1983年に後継である福祉党（RP：Refah Partisi)に入党、政治活動を再開する。
1994年3月27日にイスタンブール市長に当選。イスタンブール市長として活動中の1997年に政治集会でイスラーム教を賛美するズィヤ・ギョカルプの詩を朗読したことが宗教感情を利用した「国民の分断」を煽動したとして告発され、1999年3月26日に国家治安法廷（現在は廃止）から刑法第312条2項（国民間の宗教およびレイシズムを扇動）の罪により4年半の実刑判決を受け、憲法第76条により被選挙権を剥奪される。一時服役したが、1999年9月4日に釈放された。
2001年6月22日、福祉党の非党員支持者によって結成された後継政党の美徳党（FP：Fazilet Partisi）が非合法化される。その後、同年8月14日に美徳党の若手議員を中心に結成された公正発展党（AKP:Adalet ve Kalıknma Partisi）において、被選挙権剥奪のまま党首に就任。2002年12月27日、トルコ大国民議会により憲法第76条が改正され（2002年12月13日に憲法改正案を大国民議会が可決するが、2002年12月19日にセゼル大統領は改正案を差し戻した。2002年12月27日に大国民会議が再可決、2002年12月31日、セゼル大統領が国民投票に付託せずに承認。法的な改正日付は2002年12月27日）、被選挙権を回復した。

## 首相時代

### 公正発展党と「民主化」
エルドアンは2003年3月9日、軍部の政治介入を止めさせてトルコを「先進的な民主国家」にするという公約を掲げ、圧倒的支持を得てスィイルト県の補欠選挙で当選。それに伴い、公正発展党副党首で首相のアブドゥラー・ギュルから首相職を譲り受け、2003年3月16日首相に就任（ギュルは外相として第1次内閣に残った）。就任当初は公約どおり改革に取り組み、ヨーロッパ諸国もそれを歓迎した。
2007年の総選挙にも勝利し、第2次内閣を組閣した。
2007年に爆弾テロ未遂事件が起きる。捜査当局はこの事件を、超愛国的な将校たちから成る地下組織「エルゲネコン」がクーデターを計画したものと断定し、大々的な摘発に乗り出した。ジャーナリスト100人以上に加え、約250人の軍関係者が投獄された。エルドアンはエルゲネコンの訴追を支持し、報道の弾圧に対する国際社会からの批判を「単なる中傷」だとはねつけている。後にこの事件がきっかけでトルコの民主化が後退したとみなされるようになった。
2期目の終わりには国外でのエルドアンの評価は頂点を極める。好調な経済に加え、中東諸国（イスラエルを除く）やその他の地域とも良好な外交関係を保ち、軍の介入を排して政局を安定させたからである。そのため、「サラディン（クルド人）が1187年に十字軍からエルサレムを奪還して以来、アラブ人が最も尊敬する非アラブ人指導者」「新たなオスマン帝国を築けると考えたとしても許される」「（AKPは）キリスト教民主主義者のイスラム版」とまで評された。こうしたエルドアンの姿勢は新オスマン主義と呼ばれた。
2011年の総選挙にも勝利して第3次内閣を組閣した。しかし、この頃から政権に批判的なジャーナリスト、政治家、企業に対して圧力が強まっているとして、国際社会におけるエルドアンの評価は下がり始め、2013年の反政府運動では国内からも矛先を向けられる。
エルドアンはツイッターについて、2014年3月20日に「裁判所の命令もある。ツイッターを根絶やしにする」「国際社会はいろいろと言うだろうが全く気にしない」などと述べ、ツイッターへのアクセスを遮断する姿勢を示した。過去にもエルドアンはフェイスブックやYouTubeへのアクセスを遮断する姿勢を見せたことがある。こうしたネット規制に積極的な背景には、政権の元閣僚による汚職事件の捜査に関する情報がネット上に流れており、統一地方選を控えて火消しに躍起になっているということがある。
次いで新法を成立させ、政府がウェブサイトの遮断や個人のインターネット閲覧記録収集をすることを認め、実際にYouTubeを遮断した。

### トルコ国内のクルド人への対応
EU加盟に向けた民主化をアピールしていた首相時代には、2005年からクルド人政党のクルディスタン労働者党（PKK）党首アブドゥッラー・オジャランと和解交渉を行っていた。過去にトルコ政府によって行われたクルド人迫害やアルメニア人虐殺についても謝罪している。

### 経済
AKP政権は2001年の金融危機を終息させ、国際通貨基金（IMF）に従って経済構造改革を実行し、財政を健全化して高インフレも抑え込んだ。政治の安定もあって対内直接投資が増え、トルコ経済は年平均4.9％（2002～2013年）の高い経済成長率を見せた。国民一人当たりの所得は2002年の3492ドルから、2013年には3倍増の1万807ドルとなった。ゼロ・プロブレム外交によって貿易額も増加し、特にアラブ諸国への輸出額が増大した。しかし、2011年以降はシリアの内戦によって流通が滞り、トルコの経済成長が鈍化した。
大統領へ転じた後の2015年6月にはエルドアンの親族の財閥企業チャルック・ホールディングが傘下のエネルギー会社と日本の三菱商事との資本提携を行ったものの、通貨トルコリラは対ドルで一時1ドル＝2.8リラ台と過去最安値を更新することとなった。
2020年もトルコリラは対ドルで下落し、11月7日には大統領令で中央銀行のウイサル総裁を解任した。エルドアン大統領は高金利政策に反対して、「金利・為替・インフレという魔の三角」にトルコ経済を追い込む人々と経済戦争をしていると発言。近代経済学と逆の、金利を下げれば物価上昇を抑制できるという持論を唱えている。
エルドアン政権下では縁故主義の恩恵に与れる受益層がいる一方で、抑圧やイスラム化を忌避して、世俗主義に慣れ親しんだ従来の富裕層や起業家らの国外移住や亡命も相次いでいる。

### 外交
2005年、欧州連合（EU）加盟交渉を始める。さらにイラン、ロシア、アルメニア、中国など、EU諸国以外の国々とも関係強化を図る、「ゼロ・プロブレム外交」と呼ばれる全方位外交を展開した。
2009年以後は隣国では特にイランとの関係強化を行い、イランの核開発問題では核エネルギーの平和的利用を支持している。2009年10月、イランのマフムード・アフマディーネジャード大統領との会談で、イランの核（エネルギー）保有の権利があると強調し、「地球上で非核の呼びかけを行う者はまず最初に自分の国から始めるべきだ」と述べた。
2010年5月にはトルコ、イラン、ブラジルの三国間でテヘラン宣言が調印された。この宣言は、核問題を巡るイランと西側の協議の行き詰まりを打開しようとする努力であり、濃縮度3.5%の低濃縮ウラン1200キログラムをトルコに移送し、代わりにイランが20%の高濃縮ウラン120キログラムを受け取るというものだった。
トルコではイラク戦争などを理由として反米感情が強いが、エルドアンはアメリカ合衆国との関係も重視していた。バラク・オバマ大統領との会談では「トルコは東も西も、北も南も注目する」と様々な国との関係構築に積極的な姿勢を見せた。
トルコは北大西洋条約機構（NATO）加盟国であるにもかかわらず、後に撤回したもののNATO防空システムと互換性のない中国の地対空ミサイルシステムであるHQ-9の導入を進めたことでも注目を浴びた。ただし、トルコと中国はJ-600Tユルドゥルムなどに代表されるように1990年代から弾道ミサイルの共同開発で軍事的協力関係にあった。2009年までアメリカやイスラエルと行ってきたアナトリアの鷲を2010年に中国と実施し、コンヤ空軍基地には中国空軍のSu-27が飛来した。2011年にはイスラエルの懸念を一蹴してトルコ初の軍事衛星ギョクテュルク-2を中国から打ち上げた。エルドアンはトルコ世論に押されて2009年ウイグル騒乱の際に中国と緊張関係になったこともあったが、トルコはアメリカによる制裁やインフレ高騰と急増する外貨建て債務から中国への経済的な依存を強めており、中国主導の経済圏構想である一帯一路にトルコは参加して一帯一路国際協力サミットフォーラムにもエルドアンは出席し、トルコ政府は国内の反中的な勢力とメディア報道の排除も表明した。2019年2月にトルコは国際連合人権理事会で新疆ウイグル自治区の人権状況に懸念を示した唯一のイスラム教国だったが、同年7月に訪中したエルドアンは「新疆の人々が、中国共産党の指導の下で幸せに暮らすのが我々の望みだ」「新疆ウイグル再教育キャンプの問題によって中国とトルコの関係が損なわれてはならない」と述べた。新型コロナウイルス感染症の世界的流行の際は中国から輸入したCOVID-19ワクチン（CoronaVac）をエルドアンが自ら接種したのと同時に議会で批准が持ち上がった中国との犯罪人引渡し条約にエルドアンは署名しており、野党は「ワクチンとウイグル人を取引した可能性がある」と批判した。
トルコでは露土戦争やロシア連邦航空宇宙軍によるシリア空爆などを理由に反露感情が強いが、エルドアンはロシアとの関係も重視しており、トルコ空軍機によるロシア空軍機撃墜事件の際は緊張関係になるも後に関係を正常化させている。その際にテュルク評議会などで友好関係にある仲介役のカザフスタンのヌルスルタン・ナザルバエフ大統領に感謝を表明している。エルドアンは中国とロシアへの訪問時には両国が主導する上海協力機構にトルコ（2012年に対話パートナーとなった）の正規加盟を要請している。また、ロシアから地対空ミサイルS-400を購入し、これに対してアメリカはF-35の売却を凍結して開発計画からトルコ企業を排除する制裁措置を行った。
カタールとはムスリム同胞団への支援という共通性から事実上の軍事同盟に近い友好関係を結んでおり、トルコ軍初の海外基地をカタールに設置している。同胞団支援を理由にアラブ諸国からカタールが断交された2017年カタール外交危機に際してはカタールを擁護している。アラブ諸国はカタールに対してトルコ軍基地の閉鎖を要求している。また、ジャマル・カショギ殺害事件の際はサウジアラビアと緊張状態になった。
2022年11月20日、カタールで開催されたワールドカップ開会式に出席。首脳外交を行う中、2013年のアラブの春（後述）以降に犬猿の仲になっていたエジプトのシシ大統領とも握手を行った。

#### イスラエルとの対立と和解
エルドアンは当初は親イスラエル的な人物と評され、さらなる軍事的経済的関係の強化を求めて首相当時の2005年にイスラエルを訪問してヤド・ヴァシェムで献花し、反ユダヤ主義は人道に対する罪であるとしていた。また、イランの核開発問題に関するイスラエルの立場にも理解を示していた。
しかし、2009年1月29日に、ダボス会議でガザ侵攻の正当性を25分にわたって主張したイスラエル大統領シモン・ペレスに対し反論しようとしたところ、アメリカの保守派ジャーナリストで司会を務めていたデイヴィッド・イグネイシャスから時間切れだと制止され「人殺しをしているのはイスラエルだ」「（ダボス会議には）二度と来ない」と言い捨てその場を立ち去った。会議後にペレスは「誤解があったなら遺憾に思う」と電話したが、エルドアンは自身が激怒したのはペレスにではなく司会者のイグネイシャスに対してであるとコメントしている。帰国したエルドアンは空港で出迎えた数千人の市民から喝采を浴び、パレスチナ国を含むアラブ諸国からも「英雄」「現代のスルタン」だと熱狂的に支持された。
2010年6月2日、人道支援のためにトルコからガザ地区へ向かっていた各国の親パレスチナ支援団体の船団がイスラエル軍特殊部隊の急襲を受け、トルコ人を含む多数の死傷者が出た事件について、「イスラエルの犯罪は必ず罰せられなければならない」とイスラエルを強く非難した。同事件については、2013年にイスラエルのネタニヤフ首相が謝罪したことで幕引きとなったものの、2014年7月に発生したイスラエルとハマースとの交戦及びガザ地区侵攻を受け、支持者向けの演説で「ヒトラーを昼夜非難する者が、野蛮さでヒトラーを超えた」とまで発言。再び溝を深めた。
しかし、2015年にはイスラエルとの関係改善を重視する発言も行っており、両国は正常化で合意したとされ、2016年にトルコとイスラエルは関係正常化を発表した。また、イスラエルとトルコの貿易は政治的緊張にもかかわらず、拡大傾向にある。

#### 「アラブの春」と新オスマン主義
2011年以降、アラブ諸国で独裁政権打倒を求める民衆運動（アラブの春）が広がりを見せる。
エルドアンはシリア大統領バッシャール・アル＝アサドとはイスラエルとの和平仲介を行う傍ら、家族ぐるみで休暇を一緒に過ごすほど親密な関係を築いていた。シリア内戦では、2011年11月に閣僚ポストの4割をムスリム同胞団メンバーに与えるなら、反体制派の鎮静化に影響力を行使すると伝えたとされる。しかし、宿敵である同胞団を受け入れよと要求してきたことに不信感を抱いたアサドはこの提案を拒絶した。するとエルドアンはアサド政権を倒すために対シリア経済制裁を発動し、シリアのスンニ派反政府武装勢力（ISILと関連の深い組織を含む）を支援した。また、国民を虐殺するアサドに未来はないと公言し、彼をヒトラーやムッソリーニに譬えた。エルドアンのこうした姿勢はスンニ派アラブ世界で喝采を浴び、欧米でも高く評価された。アラブの春ではトルコがイスラム国家における民主主義のモデルとされ、エジプトやモロッコではAKPを参考にした政党が作られた
しかし、アラウィー派（シーア派の一派）であるアサドを倒そうとしたことで、シーア派が多数を占めるイランやイラクとの関係は悪化した。また、エジプトでは、それまでエルドアンが支持していたムハンマド・ムルシー（ムスリム同胞団系の自由と公正党出身）が2013年のクーデターで失脚し、アブドルファッターフ・アッ＝シーシーが権力を握った。するとエルドアンはシーシーを激しく批判し、トルコとエジプトは互いに大使を追放。トルコはエジプト、シリア、イスラエルの周辺主要3カ国に大使がいない異常事態に陥る。これによって同胞団を警戒していたペルシャ湾岸諸国との関係も冷え込み、「ゼロ・プロブレム外交」は行き詰った。
さらにシリアへの反体制派を支援するために国境を事実上開放し続けた結果、ISILに大勢の戦闘員が流入し、シリア情勢が制御不能に陥ってしまうなど、。

#### クルド人への対応
北イラクのクルディスタン自治政府との関係はトルコ国内とシリアのクルド人組織、PKK（＝PYD）を牽制するため比較的良好である。

## 大統領
トルコで初めて直接選挙で大統領が選ばれることとなった2014年の大統領選挙に立候補、8月10日に行われた第1回投票で過半数の票を獲得し当選した。同月28日、大統領に就任。首相にはエルドアンに従順なアフメト・ダウトオール外相が就任し、エルドアンが引き続き政治の実権を握る。
2014年9月以降、シリアのクルド民主統一党（PYD）とISILの間でコバニ（アイン・アル＝アラブ）を巡りコバニ包囲戦が行われた。エルドアンは「PKKもイスラム国同様のテロ組織」と言い放ち、「PKKと関わりの深いPYDへの支援を拒否する。そのため、トルコ政府と和解交渉を行っていたオジャラン（コバニに近いシャンルウルファ出身）は「コバニ陥落は交渉打ち切りを意味する」と警告。南東部では治安部隊とクルド人が衝突し、50人以上が死亡した。最終的にエルドアンはイラクのクルディスタン地域からペシュメルガがトルコを経由してコバニに援軍に行くことを認め、2015年1月のPYD勝利宣言に繋がる。
2014年11月、女性の人権に関する会議で「女性に必要なのは、平等であるより対等であることだ」との持論を展開し、フェミニスト団体などから批判を受けた。
2015年6月、AKPは総選挙で敗北し、13年ぶりに過半数を割り込んだ。背景には強権化を進めるエルドアンへの拒絶感があったとされる。この事態を受けてエルドアンは危機的状況を自ら作り出す賭けに出る。それまでのクルド人組織への融和策、ISILへの傍観策を改め、両勢力に軍事的な攻撃を加えた。その結果、国内でテロが頻発するなど治安が悪化するが、人々が安定を求めた結果、AKPへの支持は広がり、2015年11月の再選挙ではAKPが過半数を獲得した。
2016年7月のクーデター未遂事件では、休暇のために滞在していたリゾート地マルマリスのホテルをクーデター側に襲撃されたものの、クーデター側が到着する直前にホテルから退避して難を逃れた。
2017年には大統領権限の拡大を目的とした憲法改正を発議し、4月16日の国民投票では賛成が過半数を獲得し、可決された。
その後、憲法改正により大統領の政党所属が可能になったため、エルドアンは5月2日に公正発展党に復党し、5月21日には公正発展党が臨時党大会を開き、エルドアンを党首に復帰させた。
2017年12月、トルコ大統領として65年ぶりにギリシャを訪問した。ただギリシャとは完全に和解したわけではない。トルコ国土の大半を占めるアナトリア半島の西側と南側の東地中海にあるほとんどの島々はギリシャ領で、キプロス島の南側もギリシャ系住民が支配している（キプロス共和国）。東地中海では天然ガス開発が本格化しており、エルドアン政権はトルコ独自の海洋権益を主張してギリシャなどと対立し、トルコ対岸のリビアの内戦にも介入している。
2018年6月24日の大統領選挙にて再選。また同時に実施された議会選挙でも与党連合が過半数を獲得し勝利した。
2018年の再選以前より中央銀行の方針とは異なる独自の理論を展開している。再選後には、財務大臣に娘婿のベラト・アルバイラクをつけたが、これが嫌われリラの下落などを招いた。こうして2022年10月にはインフレ率が85％に達するなど国民は大きな負担を強いられたほか、エルドアン自身の強権化に対する批判、また2023年2月に発生したトルコ・シリア地震に対する遅れやそもそもの震災政策の不備も支持率に大きな影を落とした。2023年5月14日に執行された選挙では議会選こそエルドアン政権の与党連合が過半数を維持したものの、大統領選挙では野党統一候補のケマル・クルチダルオールがエルドアンに肉薄したため過半数に届かず、5月28日の決選投票でようやく再選を果たした。

### 2019年シリア北部侵攻
2016年以降、トルコ軍はシリア国境付近のクルド人武力組織（クルド人民防衛隊など）の掃討を名目にシリアへの侵攻を行ってきた（「トルコ軍によるシリア侵攻 (シリア内戦)」を参照）が、2019年10月9日、シリア北部からアメリカ軍が撤退したタイミングで地上部隊が越境作戦を開始した（「トルコ軍によるシリア侵攻 (2019年)」を参照）。各国はトルコの軍事行動を批難したが、エルドアンはシリア難民の帰還も目的の一つであり、批判をするなら各国にシリア難民を向けると警告。自制を求めたドナルド・トランプ米大統領からの親書はゴミ箱に送られた。さらに同月15日にはアゼルバイジャンで行われた国際会議の場でトルコの正当性を主張し、「われわれの目標が達成されるまでやめることはない」と戦闘継続の意思を示した。同月17日、トランプ大統領の特使としてトルコを訪問したマイク・ペンス米副大統領との間で5日間の停戦に合意したが、クルド人勢力が国境付近から撤退しなければ、再び軍事作戦の全面再開も辞さないとの考えを表明した。
エルドアンは、予定していた訪日および即位礼正殿の儀への参列を取りやめ、10月22日にロシア南部のソチを訪問してプーチン大統領と会談。シリア国内における両国の活動について合意を得た。翌10月23日、トルコ国防省は、アメリカ側よりクルド人勢力の撤退情報がもたらされたとして、攻撃を再開しないことを発表した。

### 2020年ナゴルノ・カラバフ紛争
2020年ナゴルノ・カラバフ紛争では、民族・宗教的に近いアゼルバイジャンに無人攻撃機などの供与し、即時停戦を求めた露米仏と一線を画してアゼルバイジャンを全面的に支持した。アゼルバイジャンは支配地域を広げ、同年12月10日に首都バクーで開いた戦勝パレードにはエルドアン大統領が主賓格で出席して「栄誉ある勝利」と讃え、トルコ軍兵士も行進した。中東・中央アジアの研究者である山内昌之は、エルドアン政権はトルコとアゼルバイジャンを陸路で結ぶ回廊の設置をロシアに同意させ、シリア内戦などへの介入を含めてオスマン帝国旧領に一定の発言権を持つことをロシアやイランに認めさせる成果を得たと評している。

### 次期大統領選
現憲法では大統領任期は5年2期までで2028年に満了となる。エルドアン自身は続投に意欲的といわれ、そのためには憲法改正なりが必要となるが、2025年現在、物価上昇で人気は低迷、憲法改正に必要な2/3の与党議席数は持っていない。

## 人物
少年時代を過ごした下町カセンパシャはイスタンブールでも最も保守的で庶民的な地区である。伝統的な軍・官僚・財閥というエリートとは無縁なところから、イスラーム性や庶民性をアピールするポピュリスト的な政策を掲げ、「民意」を手にしてトップに上り詰めた。権力を握った当初は決断するまでに様々な意見をよく聞いていたが、3期目以降は権力に自信を持ったためか、独裁的な傾向が強まったとされる。
2004年4月と2014年1月、2015年10月に来日している。2015年10月8日には、エルトゥールル号遭難事件から125周年を迎えたことを契機として、早稲田大学がエルドアンに名誉博士号を授与している。
エミネ夫人との間に二男二女。夫人は公の場での着用が禁止されていたスカーフを常に着用しているため、トルコ国内の国家行事の場には招待されていない時期があった。娘の一人シュメイイェはアメリカ合衆国に留学。孫は4人いる。執務室は孫の写真が多数飾られ、投票には孫を連れてくるなど「孫に目がない祖父」という面もある。
2018年から2020年まで財務大臣を務めたベラト・アルバイラク、トルコ軍が運用する無人航空機であるバイラクタル TB2の開発者であるセルチュク・バイラクタルは娘婿でもある。
サッカーを趣味としており、高校時代に地元のサッカーチームで名を馳せてフェネルバフチェSKからはオファーを受けたとの噂もある。なお、現在はイスタンブル・バシャクシェヒルのファンでもある。2010年、キング・ファイサル国際賞イスラーム奉仕部門受賞。
姦通罪復活法案（のち廃案）、オスマン語の高校必修化、大学など公の場での女性のスカーフ着用（トルコではイスラーム主義の表明とみなされる）を認める法案を提出するなど、従来の世俗主義を再解釈したイスラーム回帰を思わせる行動もあり、都市部の知識階級やリベラル派、軍部などの世俗主義者には、エルドアンに対する根強い反感がある。2007年の大統領選挙の際はエルドアン自身が出馬を希望したが、世俗主義者の猛烈な反発に遭い大都市での反エルドアンデモ（共和国集会）が頻発したため出馬を取りやめ、代わって擁立されたギュル外相・前首相が紆余曲折の末に大統領に選出された。